# Masia Trenca-roques
La Masia Trenca-roques és una obra de Cunit (Baix Penedès) inclosa a l'Inventari del Patrimoni Arquitectònic de Catalunya.

## Descripció
Situada també a la urbanització Costa Cunit-Cubelles, es troba molt enderrocada i abandonada, cosa que és un perill i per això s'hi prohibeix l'entrada. La masia és tancada per un baluard d'arc rebaixat, la clau del qual presenta la data de 1761 i una sèrie d'inscripcions borroses (una corona, un escut…). L'habitatge pròpiament dit consta de dues plantes. Els baixos tenen una porta d'arc rebaixat. El pis noble presenta tres finestres rectangulars.